# Allophyes corsica
Allophyes corsica ist ein Schmetterling aus der Familie der Eulenfalter (Noctuidae) und kommt in den nördlichen Pyrenäen, auf Korsika, Sardinien, Sizilien und im südlichen Italien vor.

## Merkmale
Die Falter haben eine Flügelspannweite von 40 bis 50 Millimetern und sehen der Weißdorneule (Allophyes oxyacanthae) sehr ähnlich. Bei Allophyes corsica ist das weiße Mal am Tornus (Innenwinkel) gekrümmter und deutlicher. Die Hinterflügel sind dunkler und bräunlicher, die Querlinie hebt sich schwächer ab. Weitere Unterschiede bestehen in den Genitalien beider Geschlechter.
Die Unterart A. corsica parenzani ist blasser und unterscheidet sich geringfügig in den Genitalien bei den Männchen jedoch fast nicht bei den Weibchen.

### Ähnliche Arten
- Weißdorneule (Allophyes oxyacanthae (Linnaeus, 1758)) – Europa
- Allophyes alfaroi Agenjo, 1951 – Iberische Halbinsel und Pyrenäen
- Allophyes cretica Pinker & Reisser, 1978 – Kreta

## Geographische Verbreitung und Lebensraum

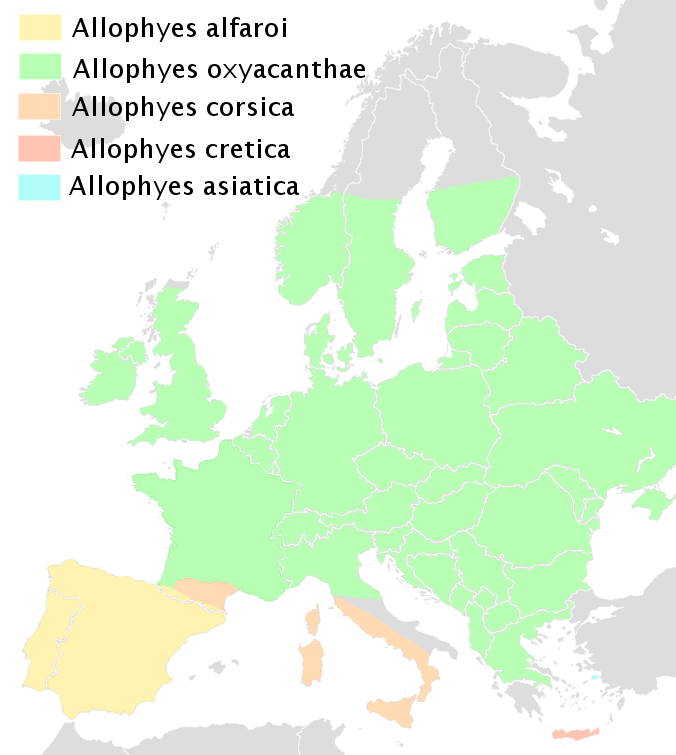
Verbreitung der Arten der Gattung Allophyes in Europa, Allophyes corsica orange

Allophyes corsica bevorzugt warme und trockene Lebensräume, wie schwach bewaldete Regionen, Eichenwälder im Karst oder verbuschte Gebiete vom Tiefland über das Hügelland bis in die niederen Lagen der Gebirge. Die Falter sind stellenweise sehr häufig und fliegen, je nach Region, in einer Generation (univoltin) von Mitte Oktober bis Ende Dezember. Über die frühen Stadien ist wenig bekannt. Wahrscheinlich ähnelt die Lebensweise der der Weißdorneule. Die Falter werden in größerer Anzahl von Lichtquellen und zuckerhaltigen Ködern angelockt.
A. corsica spp. corsica kommt in den nördlichen Pyrenäen, auf Korsika und Sardinien vor. A. corsica spp. parenzani kommt auf Sizilien und im südlichen Italien vor.

## Systematik
Allophyes corsica wurde als Allophyes oxyacanthae var corsica von Arnold Spuler 1905 erstbeschrieben. Die spp. parenzani wurde 1976 von Edmond de Laever als Allophyes parenzani erstbeschrieben. Allophyes corsica ist die Schwesterart der Weißdorneule (A. oxyacanthae) innerhalb der Gattung. Ob es Hybriden mit A. alfaroi in den Pyrenäen gibt, ist nicht geklärt.

## Synonyme
- A. protai Boursin, 1967
- A. dujardini Boursin, 1968